# Гура-Гирбовецулуй
Гура-Гирбовецулуй (рум. Gura Gârbovățului) — село у повіті Галац в Румунії. Входить до складу комуни Гідіджень.
Село розташоване на відстані 207 км на північний схід від Бухареста, 79 км на північний захід від Галаца, 125 км на південь від Ясс.

## Населення
За даними перепису населення 2002 року у селі проживали 114 осіб, з них 111 осіб (97,4%) румунів. Усі жителі села рідною мовою назвали румунську.